# Huicholes

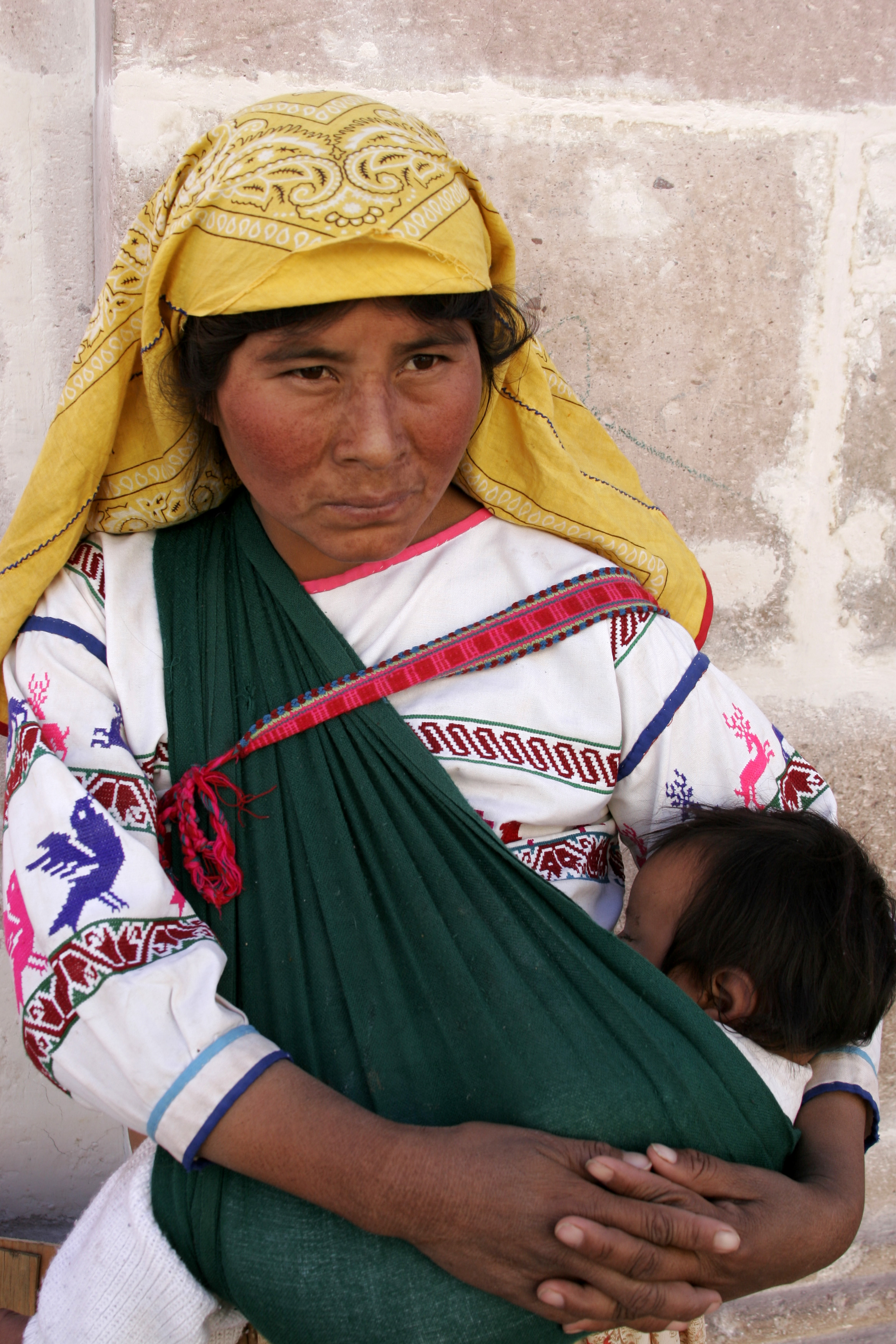
Una donna huichol dello stato di Zacatecas

Gli Huicholes, detti anche Wirrarika o Wixarika o Huichol, sono nativi americani della Sierra Madre Occidentale del Messico. 
Appartengono, come i Cora, i Tepehuano e i Tarahumara, alla famiglia linguistica uto-azteca. Fin dall'antichità utilizzarono il cactus allucinogeno peyote (Lophophora williamsii) durante speciali feste sacre, uso che solo in tempi recenti si è diffuso fra gli indiani degli Stati Uniti d'America, dando vita alla Native American Church (Chiesa nativa americana).

## Localizzazione

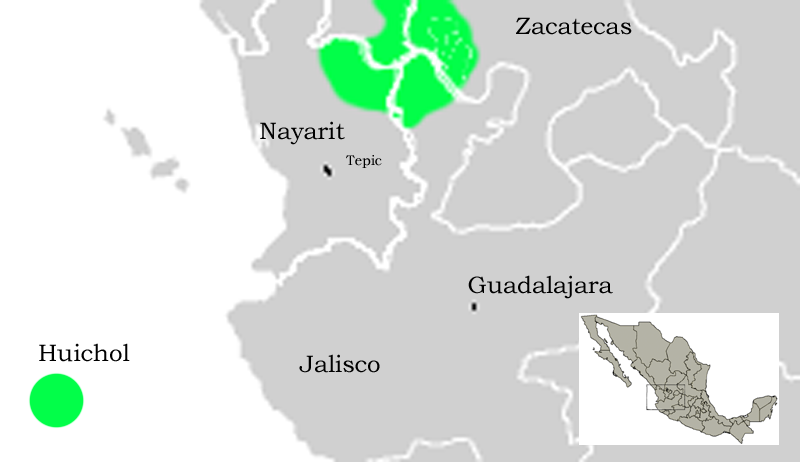
Area

La zona huichol è attraversata dalla Sierra Madre Occidentale e costituisce una delle più inaccessibili e impervie regioni del Messico. La sua orografia è accidentata con profondi burroni (barrancas) e tortuosi cañon, erosi dai fiumi che scorrono nella regione. La popolazione, stimata in circa 20.000 persone, comprende cinque comunità principali, in un'area di 4.107 km: Tuxpan de Bolaños (Tutsipa); San Sebastián Teponahuaxtla (Wautia); Santa Catarina Coexcomatitlán (Tuapurie); San Andrés Cohamiata (Tateikie) e Guadalupe Ocotán (Xatsitsarie). Vivono di agricoltura (64%), artigianato (15,5%), allevamento (7,6%), lavorano anche come giornalieri nelle coltivazioni di tabacco, caffè e frutta tropicale, lungo le coste pacifiche del Nayarit.

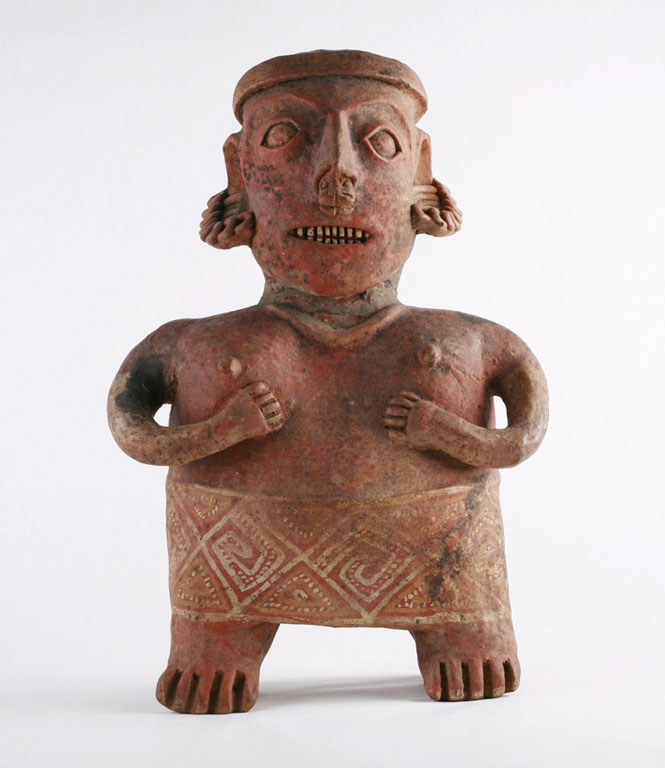
Una statuetta Nayarit trovata in una tomba

La popolazione huichol proviene dal nord del Messico, forse cacciatori e raccoglitori chichimeca o teochichimeca, nel Codice Fiorentino di frate Bernardino de Sahagún si descrive un rituale teochichimeca simile a quello degli huicholes col peyote. Emigrati verso l'altopiano centrale, si scontrano con l'egemonia dei toltechi che li spinge più a sud. 
Appartengono, insieme ai cora, ai tepehuano ed ai taraumara, alla famiglia linguistica uto-azteca, con questi gruppi condividono una matrice culturale comune, vecchia di tremila anni (A.K. Rom Ney). 
Secondo R.M. Zing, gli huichole appartengono al ramo uto-azteco sonorense (pimas pápagos dell'Arizona, taraumara, tepehuano e cora).

## Storia
Nel 1531 avvengono i primi incontri di una certa importanza con gli spagnoli, durante la spedizione di Nuño Beltrán de Guzmán a Sinaloa che lasciò una scia di distruzione e morte. I paesi di Colotlán, Mezquitic, Huajimic, Huejuquilla e Tenzompa furono fondati dagli spagnoli per delimitare la zona conquistata da quella inaccessibile e quindi non conquistabile. Dopo questa invasione il popolo huichol si rifugia sulle montagne e per due secoli non se ne sente più parlare.
Nel 1722 alcune missioni di gesuiti tentano di installarsi nel territorio huichol, incontrando però una resistenza totale all'evangelizzazione. 
Nel 1860 gruppi huichol si uniscono ai combattenti di Manuel Lozada, il "Tigre de Álica", che si oppongono alla Legge della Disammortizzazione, battendosi per la rivendicazione delle terre comunali indigene.
Durante la Revolución mexicana del 1910-1917 gruppi di huicholes combattono con le forze villiste del gen. Rafael Buelna, nell'intento di liberarsi dallo sfruttamento e dall'invasione dei mestizos (meticci).
La guerra dei "Cristeros", dopo la rivoluzione, portò un altro periodo di violenza nella regione.
L'identità culturale degli huicholes ed il loro patrimonio è però in pericolo, oltre che per la fine dell'isolamento geografico, anche per la perdita della trasmissione orale tradizionale, per l'adozione di usi e abiti estranei ed anche per la presenza di gruppi religiosi che scoraggiano le cerimonie tradizionali. E poi l'uso non quotidiano della lingua madre, la scuola, il progresso... per tutto questo, ed in special modo anche per il fenomeno dell'inurbamento in squallide periferie, anticamere di sradicamento ed alcolismo, si teme fortemente per la sorte di questo schivo ma orgoglioso popolo di artisti, gli ultimi eredi del culto solare amerindio.
Nel 2016 contattati delle Organizzazioni non governative internazionali giacché il governo messicano ha concesso autorizzazioni allo sfruttamento minerario alla società di estrattiva canadese First Majestic Silver nonostante la regione sin dal 1988 faccia parte dei Luoghi sacri naturali dell'UNESCO.

## Miti e religione

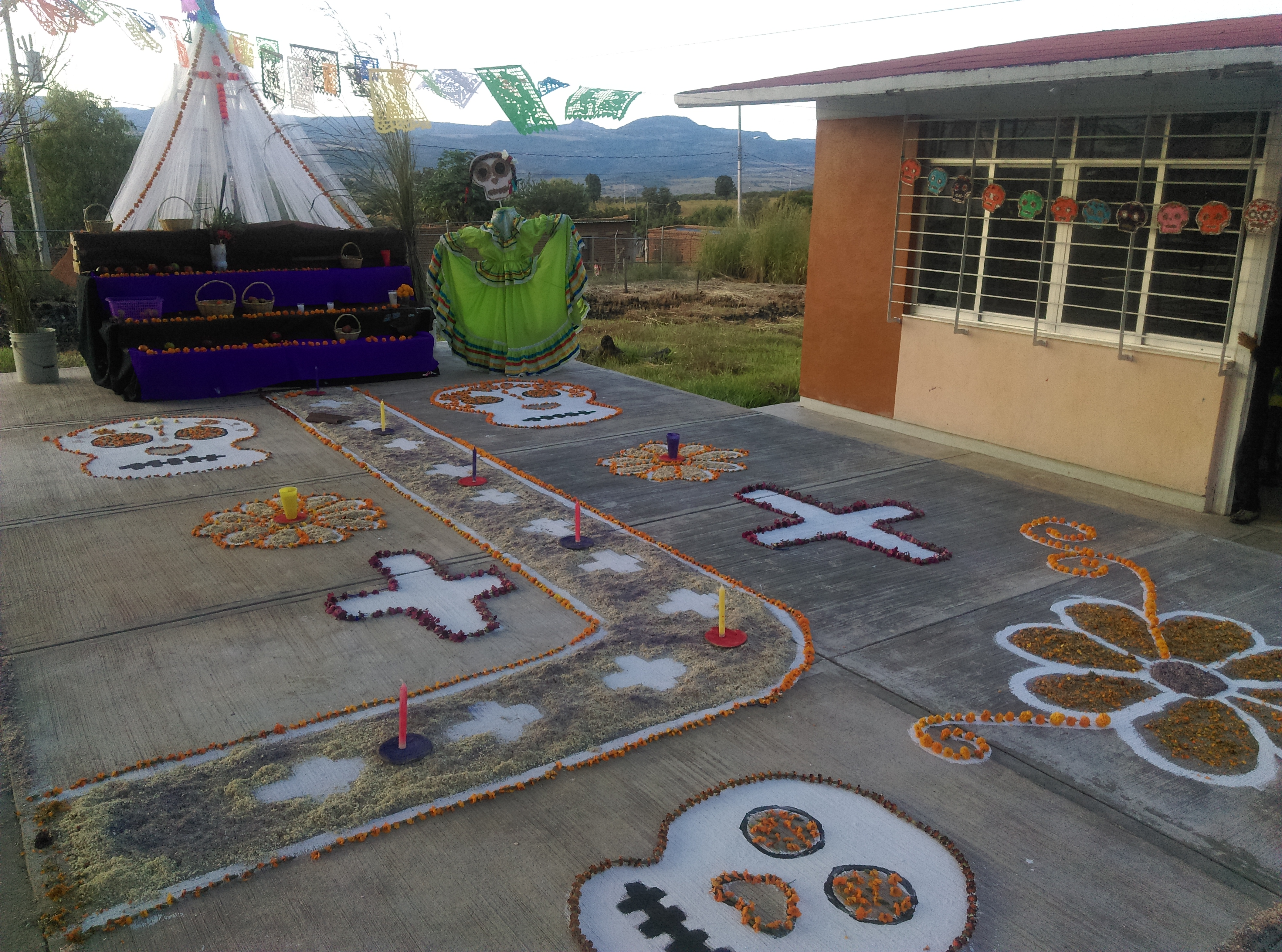
Altare dei morti nella scuola wixarika.

Il cactus, venerato come una divinità in quanto dispensa longevità, fortuna, salute, provoca uno stato di estasi quando viene ingerito, perché contiene mescalina.
Il cactus non cresce sul loro territorio e quindi sono costretti ad una lunga spedizione per andarlo a recuperare; prima della festa sacra, i huicholes si sottopongono ad una serie di riti propiziatori e purificatori, ovverosia privazioni, grandi digiuni, abluzioni con acqua sacra, continenza e castità e un rito espiatorio che prevede una confessione di tutti gli amanti posseduti gettati simbolicamente nel fuoco.
Le malattie secondo gli huicholes si dividono in due categorie: quelle originarie della Sierra, che necessitano della medicina tradizionale degli sciamani, e quelle portate dagli spagnoli, che si trattano con la medicina scientifica. Le prime possono avere tre cause: la mancanza di responsabilità verso gli dei, i malefìci, la perdita dell'anima. Nel primo caso si devono offrire molte offerte agli dei, secondo i dettami del marakame. Nel caso di maleficio, il marakame esegue una "limpia", impiegando le piume di uccello del bastone sciamanico (muvieri) per il gesto simbolico della purificazione, soffia fumo di tabacco sul corpo dell'infermo e con la bocca pratica suzioni per estrarre l'oggetto estraneo, causa del male. In caso di perdita del kupúri, quella parte di anima che si trova nella parte superiore della testa, la cui mancanza provoca uno stato molto grave, il marakame ha il compito di ritrovarla e rimetterla al suo posto, se è necessario deve contenderla al "brujo" che l'ha rubata, fronteggiandolo in una sfida magica fra bene e male.
La memoria collettiva degli huicholes riferisce di una forte consapevolezza della propria origine e storia. I miti contengono la storia "cosmica" o "verdadera", sotto forma delle gesta degli dei e degli antenati, categorie che tendono a sfumare, tanto che i parenti trapassati possono essere deificati, gettando un ponte fra sacro e profano. I miti sono il modello di tutti i riti e comportamenti sociali, la dimensione sacra del mondo è considerata di grande potere, il viverci a contatto e manipolarla è compito degli sciamani, attraverso il sogno essi penetrano nel mondo degli dei, stabilendo un contatto fra il mondo e l'aldilà. Una delle caratteristiche principali della loro religione consiste nell'associazione di mais, cervo e peyote, testimoniata dalle tante feste e dai rituali ad essi dedicati. Il mais ed il cervo rappresentano l'ancestrale sostentamento vitale, mentre il peyote è il mezzo più importante per trascendere il mondo profano e la manifestazione più ovvia del sacro.
Praticano la magia omeopatica che prevede l'influenza reciproca fra l'uomo e la natura: uno dei riti più caratteristici consiste, dapprima, nell'accarezzare con la mano il dorso di un serpente catturato in precedenza, poi nel toccarsi gli occhi e la fronte con la stessa mano, e infine, dopo che l'influenza è stata attivata, nel poter ricamare e tessere disegni brillanti simili a quelli dell'animale.
Lo scrittore messicano Victor Sanchez ne I Toltechi del nuovo millennio, (1999), ed altri autori sostengono essere gli ispiratori del don Juan di Carlos Castaneda oltre che i moderni depositari della sapienza tolteca.

## Stile di vita
Gli orgogliosi huicholes non si sono mai piegati al "progresso" ed hanno mantenute intatte le visioni millenarie delle grandi civiltà solari mesoamericane, dove arte, sciamanismo e ricerca della visione si fondono, producendo opere di straordinaria bellezza, poco conosciute in Europa ma apprezzate da collezionisti e musei americani, quali il Fine Arts Museum di San Francisco, o mostre quali l'Art of the Huichol Indians, da San Francisco a Chicago a New York. Le trame dei tessuti, le esoteriche nierikas o quadri di filo (yarn paintings), le composizioni di perline di vetro colorato (rara concessione agli usi spagnoli e chiamate chakira) e molti altri oggetti di uso comune, sono riccamente decorati da motivi grafici ancestrali, di gusto finemente elaborato, tramandati di generazione in generazione, ma non indenni da una costante evoluzione. Fotografie delle opere della collezione Carl Sofus Lumholtz, manufatti huichol della fine dell'800, attualmente mostrate agli huicholes da parte di una ricercatrice, hanno provocato grande interesse, gli antichi disegni e stili degli avi, nonni e bisnonni della comunità, in parte perduti o trasformati negli anni, vennero come riportati alla luce, con grande piacere degli interessati. Nei tempi antichi le opere erano esclusivamente cerimoniali e votive, ora, dopo la loro scoperta negli anni 60, sono anche vendute, utilizzate per il sostentamento, evidentemente però niente di più del necessario, considerando lo stato di perenne precarietà in cui versano gli huicholes e che li difende dall'accusa di venialità. 
Nelle nierikas, il sole, il cervo, il mais, il fiore-peyote, il serpente, sono ricorrenti, in un gioco compositivo di carattere fortemente sacro-esoterico, è la descrizione visuale del viaggio o della trance sciamanica, la visione veritiera, lo specchio magico entro cui ritrovarsi per andare oltre. Le tecniche di lavorazione sono arcaiche e necessitano di abilità e pazienza infinite.

## Educazione
La trasmissione della conoscenza avviene per via orale, gli anziani, ma specialmente lo sciamano, detto marakame, ha un ruolo fondamentale nell'educazione. Nelle celebrazioni rituali, i lunghissimi canti, chiamati huahui, raccontano le imprese degli antenati, rappresentati dai danzatori adulti nella notte della festa del peyote (Jicuri Neirra). La narrazione sciamanica è ricca di metafore, esoterica, diversa da quella usata nella vita ordinaria. In particolare vari canti enumerano le mitiche peregrinazioni degli dei, dalla spiaggia del mare ad ovest, fino alla mitica spiaggia del mondo, sulle cime di Wirikuta, ad est, nei pressi di Real de Catorce, meta del pellegrinaggio rituale dei peyoteros huichol, durante il quale visitano gli ancestrali luoghi sacri e raccolgono il sacro cactus nel deserto. "Senza mangiare e senza dormire e senza cose materiali e senza sapere dove vanno, poveri e innocenti, però ricchi della loro anima e della loro vita" (José Benitez Sanchez, riferendosi al pellegrinaggio degli huicholes a Wirikuta).